# Carl-Göran Ekerwald

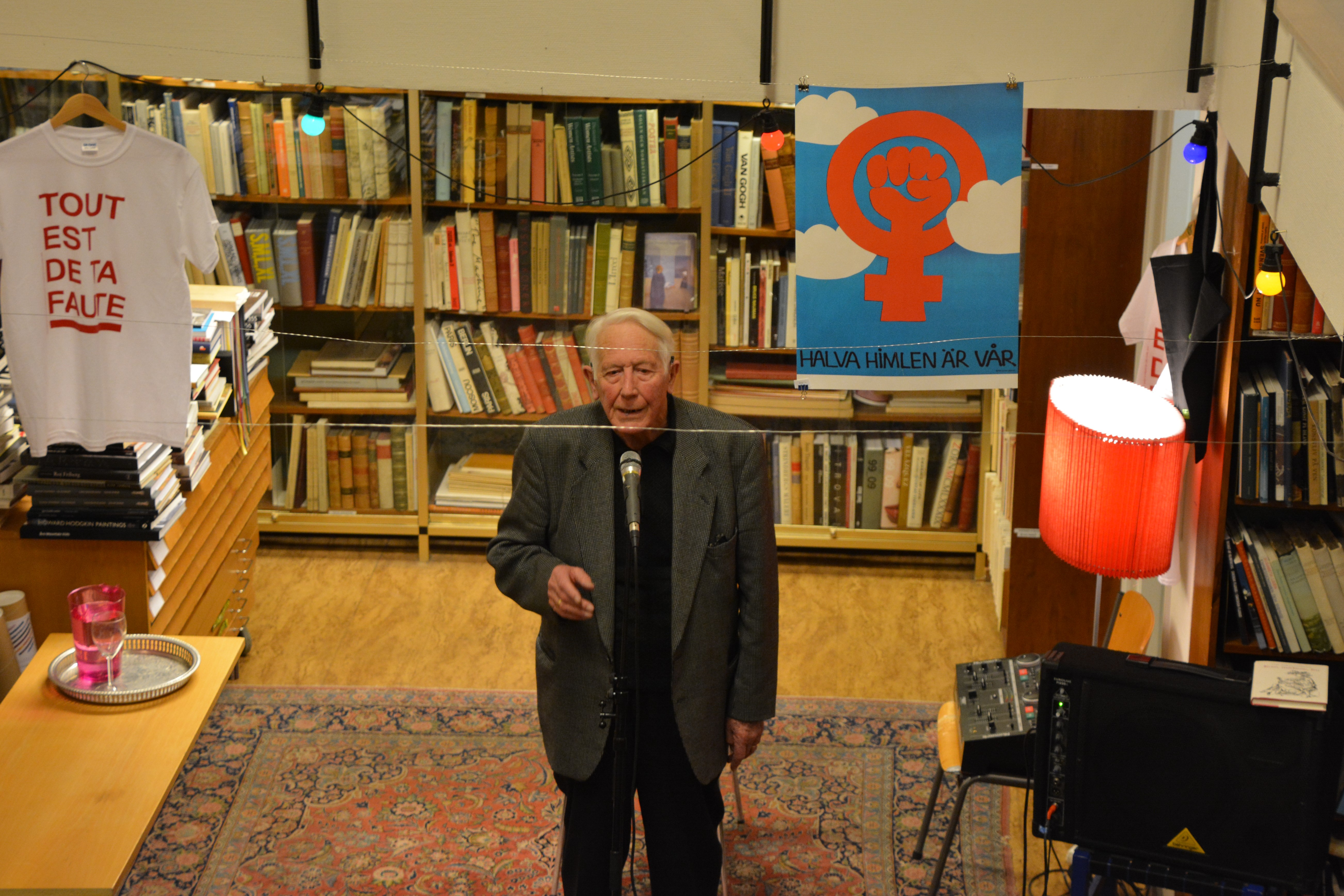
Carl-Göran Ekerwald vid författarmöte på Rönnells antikvariat i Stockholm 2014.

Carl-Göran Ekerwald, född 30 december 1923 i Östersund, död 8 april 2025 i Lagga distrikt i Knivsta kommun, var en svensk författare och översättare.
Från debuten 1959 och fram till sin död gav han ut närmare 60 titlar.

## Biografi
Ekerwald växte upp i byn Änge i Offerdals socken på den västjämtska landsbygden, där fadern Olof Ekerwald var länsskogvaktare. Efter studentexamen vid Östersunds högre allmänna läroverk studerade han vid Uppsala universitet, där han blev filosofie magister i humaniora 1949. Han var därefter ämneslärare och senare rektor i Svenstavik. 1986 blev Ekerwald filosofie hedersdoktor vid Umeå universitet.
Carl-Göran Ekerwald var gift med Anna Ekerwald, född Westerberg (1924–2009), från 1945 till hennes död. Han levde därefter tillsammans med författaren Sigrid Kahle från 2010 till hennes död 2013. Efter Kahles bortgång utkom Ekerwald med en kärleksförklaring till henne i form av poesiboken Sigridiana (2014). År 2018 gifte han sig med översättaren Lena R. Nilsson, ett äktenskap som slutade i skilsmässa efter ett och ett halvt år.

## Författarskap
Carl-Göran Ekerwalds författarskap består av romaner, noveller och en stor mängd kulturhistoriska essäer. Han var under alla år också varit en flitig kulturjournalist i svenska dagstidningar. 
Han debuterade 1959 med novellsamlingen Elden och fågelungen. I novellsamlingen Kumminåkern (1962) började hans serie av Norrlandsskildringar av glesbygden med dess många gånger originella invånare, skrivna med en varmt medkännande humoristisk ton. Hans fiktiva samhälle Kumminåkern har många drag av den sydjämtska tätorten Svenstavik. Carl-Göran Ekerwald har ofta skrivit om sitt hemlandskap Jämtland, bland annat i Jämtarnas land (1980), Storsjöbygden (1984) och Frösön (1986). Boken Jämtarnas historia intill 1319 (2004) innehåller en hel del humoristisk polemik mot traditionell svensk historieskrivning.
I sina essäer, bland andra Diogenes lykta (1983) och Ciceros barn (1992), försvarar han den demokratiskt humanistiska bildningen och värdena, samt de litterära klassikerna från antiken och framåt. Han gjorde en viktig insats för spridningen av kunskap om persisk litteratur och sufism, inte minst genom böckerna Persiska antologin (1976) och Persisk balsam (2007). I boken Vreden och begäret – introduktion till Rumi (2016) samlar han reflektioner från 70 års läsning av den persiske mystikern Jalal al-din Rumi.
Med boken Skogvaktarns pojke (2002) påbörjade han sina memoarer, som fortsatte med Tabula rasa (2008). 
Ekerwalds sista bok, Fördelen med att bli gammal, utkom 2023 när han var 99 år.

### Barn- och ungdomsböcker
- Flippen rymmer / omslag och illustrationer av Lisbeth Holmberg. Bonniers barnbibliotek. Läsa-själv-böcker, 99-2063730-0 ; 211. Stockholm: Bonnier. 1967. Libris 830740
  -  (på danska) Flip stikker af. København: Jespersen og Pio. 1968. Libris 2149820
  -  (på finska) Timpan karkumatka. Jyväskylä: Gummerus. 1969. Libris 326587
  -  (på tyska) Drei reissen aus. Ravensbürger Taschenbücher ; 638. Ravensburg: Otto Maier. 1980. Libris 5293474. ISBN 3-473-38638-3
- Tsarens vedbod : berättelse för ungdom. Önskeböckerna, 99-0163881-X ; 371. Stockholm: Bonnier. 1969. Libris 821586
  -  (på danska) Zarens brændehugger. København: Jespersen og Pio. 1970. Libris 2149821
  -  (på tyska) Der Gefangene des Zaren. Düsseldorf: Hoch. 1974. Libris 5949845. ISBN 3-7779-0179-2
- Jagad. Stockholm: Rabén & Sjögren. 1977. Libris 7233963. ISBN 9129486416
  -  (på danska) Jagten. Bison. Copenhagen: Munksgaard. 1982. Libris 7199356. ISBN 87-16-09033-0
- Kidnappad. Stockholm: Rabén & Sjögren. 1978. Libris 7234235. ISBN 9129511291
- Uppslukad av jorden. Pop-serien, 99-0124712-8. Stockholm: Rabén & Sjögren. 1979. Libris 7234466. ISBN 9129528755
- Silkessnöret. Stockholm: Rabén & Sjögren. 1980. Libris 7234698. ISBN 9129540097
- Tredje ögat vakar. Stockholm: Rabén & Sjögren. 1982. Libris 7235176. ISBN 9129555434
  -  (på danska) Generalens tredje øje. Bison. Copenhagen: Munksgaard. 1983. Libris 7199450. ISBN 87-16-09518-9

### Översättningar
- Meinhof, Ulrike (1976). Ulrike Meinhofs förbjudna tänkesätt / urval, inledning och översättning av Carl-Göran Ekerwald. Lund: Cavefors. Libris 7401972. ISBN 9150405098
- Gramsci, Antonio (1981). Brev från fängelset / urval, översättning och inledning av Carl-Göran Ekerwald. Stockholm: Rabén & Sjögren. Libris 7234935. ISBN 9129548071
- Swedenborg, Emanuel (1988). Memorabilier : minnesanteckningar från himlar och helveten / urval, översättning från latinet samt efterord av Carl-Göran Ekerwald ; illustrationer av Fibben Hald... Stockholm: Rabén & Sjögren. Libris 7236191. ISBN 9129586178
- Nagur bibelteksta på jamska = Några bibeltexter på jämtska. Östersund: Jengel. 2005. Libris 10140341. ISBN 9188672255 - Vissa texter översatta från grekiska av Carl-Göran Ekerwald.
- Balzac, Honoré de (2014). Séraphita / översättning av Carl-Göran Ekerwald. Farsta: Molin & Sorgenfrei. Libris 16165914. ISBN 9789187515019

## Priser och utmärkelser
- 1964 – Boklotteriets stipendiat
- 1967 – Östersunds-Postens litteraturpris
- 1969 – Litteraturfrämjandets stipendiat
- 1972 – Beskowska resestipendiet
- 1981 – Jamtamots hederspris[10]
- 1983 – Östersunds kommuns kulturpris
- 1986 – Hedersdoktor vid Umeå universitet
- 1987 – Doblougska priset
- 1988 – Hedenvind-plaketten
- 1989 – Länstidningens kulturpris
- 1994 – Hedersledamot vid Norrlands nation[11]
- 2006 – Mittnordenkommitténs kulturpris
- 2008 – Litteris et Artibus
- 2008 – Lotten von Kræmers pris
- 2022 – Jan Myrdals stora pris – Leninpriset
- 2023 – Gerard Bonniers pris